# Alfred von Beckerath
Alfred von Beckerath (* 4. Oktober 1901 in Hagenau; † 7. Januar 1978 in München) war ein deutscher Komponist und Dirigent.

## Werdegang
Beckerath wurde 1901 in Hagenau (Elsass) geboren als Sohn des deutschen Rittmeisters Robert von Beckerath und seiner Frau Juliet, geb. Flinsch, und wuchs in Frankfurt am Main auf. In den Jahren 1920 bis 1925 studierte er Musikwissenschaften und Komposition in Frankfurt am Main, Freiburg im Breisgau sowie in München an der dortigen Akademie für Tonkunst. Zu seinen Lehrern zählte u. a. Joseph Haas, über diesen ist er „Enkelschüler“ von Max Reger. Nach Abschluss seines Studiums wirkte er als Dirigent in Wiesbaden und Frankfurt. Nach Ende des Zweiten Weltkriegs übernahm er die musikalische Leitung am „Theater der Jugend“ in München, Mitte der 1950er Jahre die des Ingolstädter Stadttheaters. 1951 wurden seine Verdienste mit dem Musikförderpreis der Stadt München gewürdigt. 1962 erhielt er den Schwabinger Kunstpreis.
Alfred von Beckerath war ein sehr produktiver Komponist. Sein kompositorisches Schaffen umfasst Kammermusik, Orchesterwerke, Kantaten, Chorwerke, Lieder, geistliche Musik sowie Opern (und Jugendopern). Sie sind geprägt von klassischen Kompositionsmustern. In seinen letzten Lebensjahren fand er zu einem kompromisslos modernen Stil. Er berücksichtigte auch in der klassischen Musik weniger gängige Instrumente wie Hackbrett, Zither, Mandoline, Akkordeon und Saxophon.
Beckerath war viermal verheiratet. Aus seiner Ehe mit der Ärztin Ilse, geb. Kämper, hat er eine Tochter (Christine, * Dezember 1943); seine Frau Ursula, geb. Scholz, war Malerin und schrieb Gedichte, von denen er einige vertonte. Er war ein auch über die Musik hinaus schöpferischer Mensch. Für das Theater in Halberstadt schuf er Kostümvignetten und Bühnenbilder; für seine Tochter oder Kinder von Freunden malte er Bilderbücher.

## Werke (Auswahl)
Konzertante Musik
- Divertimento IV, Solo-Konzert für Cembalo und Streichorchester
- Divertimento XV, Solo-Konzert für Klarinette und Zupforchester
- Concertino rondino, Blockflötenkonzert
- Concertino sereno, Solo-Konzert für Klarinette + Streichorchester + 2 Hörner
- Doppelkonzert, Flöte, Klarinette + Orchester
- Königstein, Solo-Konzert für Gitarre mit Mandolinen-Orchester + Fl., Ob.
- Konzert für Horn und Orchester
- Concerto fugato für 2 Flöten und Streicher

Orchesterwerke
- Divertimento III für Streichorchester
- Divertimento X, Bläserkonzert für 15 Bläser und Schlagzeug
- Divertimento XIII, Bläserkonzert für 12 Bläser und Schlagzeug
- Sinfonie für Blasorchester
- Heitere Suite für Orchester
- 4 Sätze für Streichorchester
- Musik für 2 Blasorchester
- Sinfonie für Blasorchester

Kammermusik
- Tafelmusik für Klaviertrio
- 12 Triolettos für Streichtrio
- Fünf Streichquartette
- Sonaten für je ein Solo-Instrument und Klavier
- Divertimento I für Quartett für Horn und Streichtrio
- Divertimento II für Bläserquintett
- Divertimento V für Trio für Violine, Violoncello und Harfe
- Divertimento VI für vier Schlagzeuge
- Divertimento VII für Quartett für Flöte, Violine, Game und Cembalo
- Divertimento VIII für Blockflötenquartett
- Divertimento XII für Klavier vierhändig
- Divertimento XIVfür 3 Klarinetten und Klavier
- Divertimento XVI, Thema und Variationen für Harfe Solo
- Duos, Trios und Quartette in verschiedenen Besetzungen mit Flöten, Gitarren und Hackbrett
- Duos für Blockflöte und Klarinette
- Duos für Flöte und Fagott
- Trios und Quartette für Holz- und/oder Blechbläser

Kantaten
- Lob des Bieres für Soli, Chor und Orchester
- Kantate zum Richtfest
- Weihnachtskantate

Sonstiges
- Opern, Schulopern, Bühnen- und Hörspielmusiken